# 唐勇力
唐勇力（1951年—），汉族，中华人民共和国画家、政治人物，中央美术学院中国画学院院长，中国民主促进会会员，第十一届全国政协委员。
2008年，当选第十一届全国政协委员，代表中国民主促进会，分入第九组。